# 프랜시스 글리슨

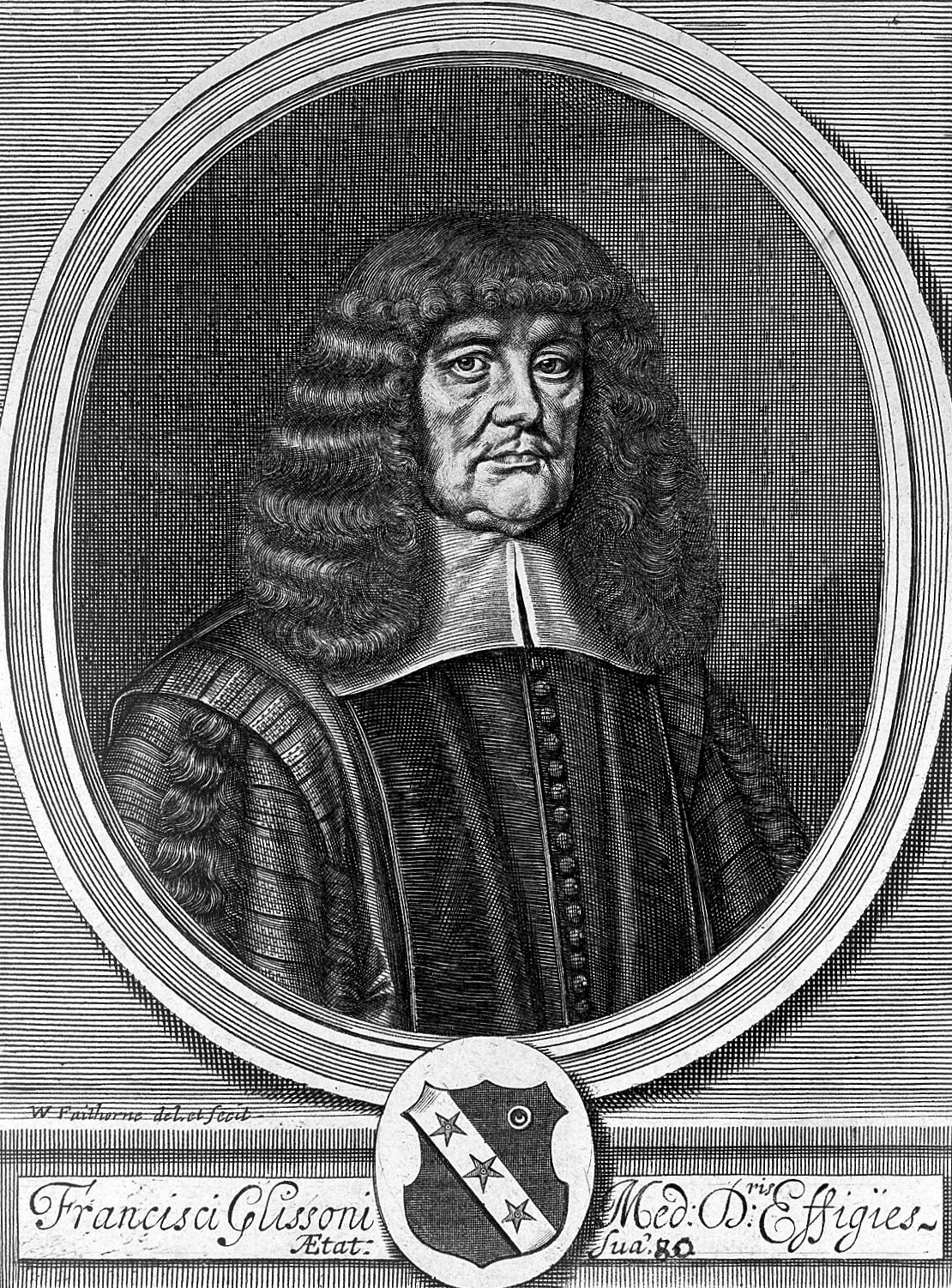

프랜시스 글리슨(Francis Glisson, ? – 1677년 10월 14일 )은 영국의 의사, 해부학자, 의학 주제에 관한 저술가였다. 그는 간의 해부학에 관한 중요한 연구를 수행했으며 구루병에 대한 초기 소아과 문헌을 저술했다. 그가 수행한 실험은 물속에서 근육이 수축할 때 수위가 상승하지 않아 근육에 공기나 액체가 들어갈 수 없음을 보여주었다.